# うたまっぷ
うたまっぷとは有限会社インターライズが運営する歌詞の検索サービスである。

## 概要
うたまっぷでは歌詞の無料検索が出来る。歌詞はJASRACなどから許可を得ていて、CSSの設定によってコピーや印刷が出来ないようになっている（開設当初は印刷はできた）。また歌手の歌だけではなく、自作の歌詞も載せることが出来る。

## 沿革
- 2001年 開設